# Пероксид цинка
Пероксид цинка — бинарное неорганическое соединение, 
пероксид металла цинка с формулой ZnO2,
жёлтые кристаллы,
не растворяется в воде.

## Получение
- Действие диэтилцинка на пероксид водорода:

{\displaystyle {\mathsf {Zn(C_{2}H_{5})_{2}+H_{2}O_{2}\ {\xrightarrow {}}\ ZnO_{2}+2C_{2}H_{6}\uparrow }}}
- Действие амида цинка на пероксид водорода:

{\displaystyle {\mathsf {Zn(NH_{2})_{2}+H_{2}O_{2}\ {\xrightarrow {}}\ ZnO_{2}+2NH_{3}\uparrow }}}

## Физические свойства
Пероксид цинка образует жёлтые кристаллы
кубической сингонии.
Не растворяется в воде.

## Химические свойства
- Разлагается при нагревании (со взрывом):

{\displaystyle {\mathsf {2ZnO_{2}\ {\xrightarrow {212^{o}C}}\ ZnO+O_{2}\uparrow }}}

## Применение
- До открытия антибиотиков использовался как антисептик.
- В пиротехнике.